# Open Source Initiative
L'Open Source Initiative (OSI, en  català Iniciativa pel Codi Obert) és una organització sense ànim de lucre dedicada a promocionar el programari de codi obert. Va ser fundada el febrer del 1998 per Bruce Perens i Eric S. Raymond. Raymond fou president des de la seva fundació fins al febrer del 2005; Russ Nelson el substituí durant un mes, però després d'alguna polèmica, va dimitir i Michael Tiemann esdevingué president interí. El maig de 015 Allison Randal fou elegit com a president

## Antecedents
El 1997 Eric S. Raymond va presentar la seva revolucionària obra sobre l'enginyeria de programari, La catedral i el basar, la qual pretenia mostrar els avantatges del procediment utilitzat en la creació del nucli de Linux.
A començaments del 1998, Netscape Communications Corporation, en cooperació amb Eric Raymond, va publicar el codi font del navegador Netscape Communicator com programari lliure, per la pèrdua de guanys i la dura competència amb l'Internet Explorer de Microsoft.
Un grup de gent interessada en el programari lliure i GNU/Linux van decidir introduir un nou terme comercial per al programari lliure, per tal de fer-lo més atractiu per als negocis i amb menor càrrega ideològica en competència amb el programari privatiu. El terme triat fou codi obert (Open Source en anglès) i va portar al cisma amb en Richard Stallman i la Free Software Foundation.

## Èxits
- El terme codi obert, des del 1998, ha aconseguit gran difusió a la premsa; però sovint no s'ha entès correctament.
- Moltes empreses iniciatives s'han interessat i adoptat  sistemes operatius de codi obert.
- L'Open Source Initiative va poder publicar uns documents interns de Microsoft, els documents de Halloween, que mostraven que Microsoft era un rival de GNU/Linux i se suggerien diferents mètodes per a eliminar l'amenaça del programari de codi obert.